# Achtar Mansúr
Achtar Muhammad Mansúr (asi 1968?, Kandahár, Afghánistán – 21. května 2016, Balúčistán, Pákistán) byl od července 2015 do své smrti v květnu 2016 vůdcem radikálního afghánského hnutí Tálibán. Vůdcem hnutí se Mansúr stal po smrti svého předchůdce, zakladatele hnutí Muhammada Umara.
21. května 2016 zemřel Mansúr při zásahu svého automobilu střelou z amerického bezpilotního letadla. Kvůli odmítnutí účasti na mírových rozhovorech a vystupňování bojů v zemi považovaly vlády USA a Afghánistánu Mansúra za překážku mírového procesu. Jeho nástupcem se pak stal Hajbatulláh Achúndzáda.